# 5 de março na Igreja Ortodoxa
Esta página trata das comemorações relativas ao dia 5 de março no ano litúrgico ortodoxo.
Todas as comemorações fixas abaixo são comemoradas no dia 18 de março pelas igrejas ortodoxas sob o Velho Calendário. No dia 5 de março do calendário civil, as igrejas sob o Velho Calendário celebram as comemorações listadas no dia 20 de fevereiro, exceto em anos bissextos, quando o fazem em 21 de fevereiro.

## Santos
- Mártir Conão de Isáuria e seu pai, Mártir Nestor (século I)[1][2][3][4]
- Mártir Onísio (Onésimo) de Isáuria, decapitado (século I)[2][5]
- Santa Oliva de Bréscia, sob Adriano (138)[6]
- Santo Eusébio, nascido em Cremona, abade em Belém e opositor do origenismo[6]
- Santo Eusébio e nove companheiros, martirizados no Norte da África[6]
- São Teófilo, Bispo de Cesareia Marítima (200)[2][7]
- Mártir Conão o Jardineiro, de Panfília (251)[2][8][9]
- Mártires Arquelau, Cirilo, Fócio,[10] Virgem-Mártir Irais (Rhais) de Antinoópolis[2] e 152 mártires no Egito (c. 308)[2][10][11]
- Venerável Conão do Chipre (século IV)[12]
- Mártir Eulógio da Palestina[2][13][14]
- Mártir Eulâmpio da Palestina, pela espada[2][15][16]
- Venerável Marcos o Asceta do Egito (Marcos o Ateniense, Marcos o Jejuador) (século V)[2][17][18]
- São Colman de Armagh, discípulo de São Patrício da Irlanda (século V)[6]
- São Piran (Pyran, Kerrian), monge de Perranporth, identificado com São Ciarán de Saigir, um dos Doze Apóstolos da Irlanda
- Saint Piran (Pyran, Kerrian), monk of Perranporth (c. 480)[11][6][19][2]
- São Cartago o Velho, Bispo de Ossory (c. 540)[6]
- São Carão, a quem é dedicada igreja em Tregaron, Dyfed[6]
- São Virgílio, Arcebispo de Arles (610)[2][11][6]
- Santo Hesíquio o Jejuador, of Bitínia (790)[2][11][20]
- São Clemente, abade de Santa Lucia, em Siracusa (c. 800)[6]
- Santos Basílio (1249) e Constantino (1257), príncipes de Yaroslavl[2][11][21]
- Monge-Mártir Adriano, Abade de Poshekhonye (1550), e seu companheiro São Leônidas (1549)[2][22][23]
- Novo Mártir João o Búlgaro, em Constantinopla (1784)[2][24][25]
- Novo Hieromártir Partênio, Bispo de Didimoteico (1805)[2][11][26]
- Novo Mártir Jorge de Rapsana, em Lárissa (1818)[2][27]
- Novo Hieromártir Nicolau Pokrovsky (1919)[11][28]
- Novo Hieromártir João Mirotvortsiev (1938)[11][28]
- Novo Hieromártir Teófano (Grafov), Hierodiácono, do Mosteiro de Borisoglebsk (1938)[2][11][28]
- Novo Hieromártir Mardário (Isaev), Hieromonge, de Yurievskoe (1938)[2][11][28]
- São Nicolau, Bispo de Ohrid e Žiča (1956)[2][11][29][28]

## Outras comemorações
- Ícone da Mãe de Deus "a Professora".[11][28][30]
- Translação das relíquias (1463) de São Teodoro, Príncipe de Smolensk e Yaroslavl (1299), e seus filhos, Santos Davi (1321) e Constantino (c. 1322)[2][31][32]
- Repouso do Metropolita Cornélio de Novgorod (1698)[2]